# Marga Lindt

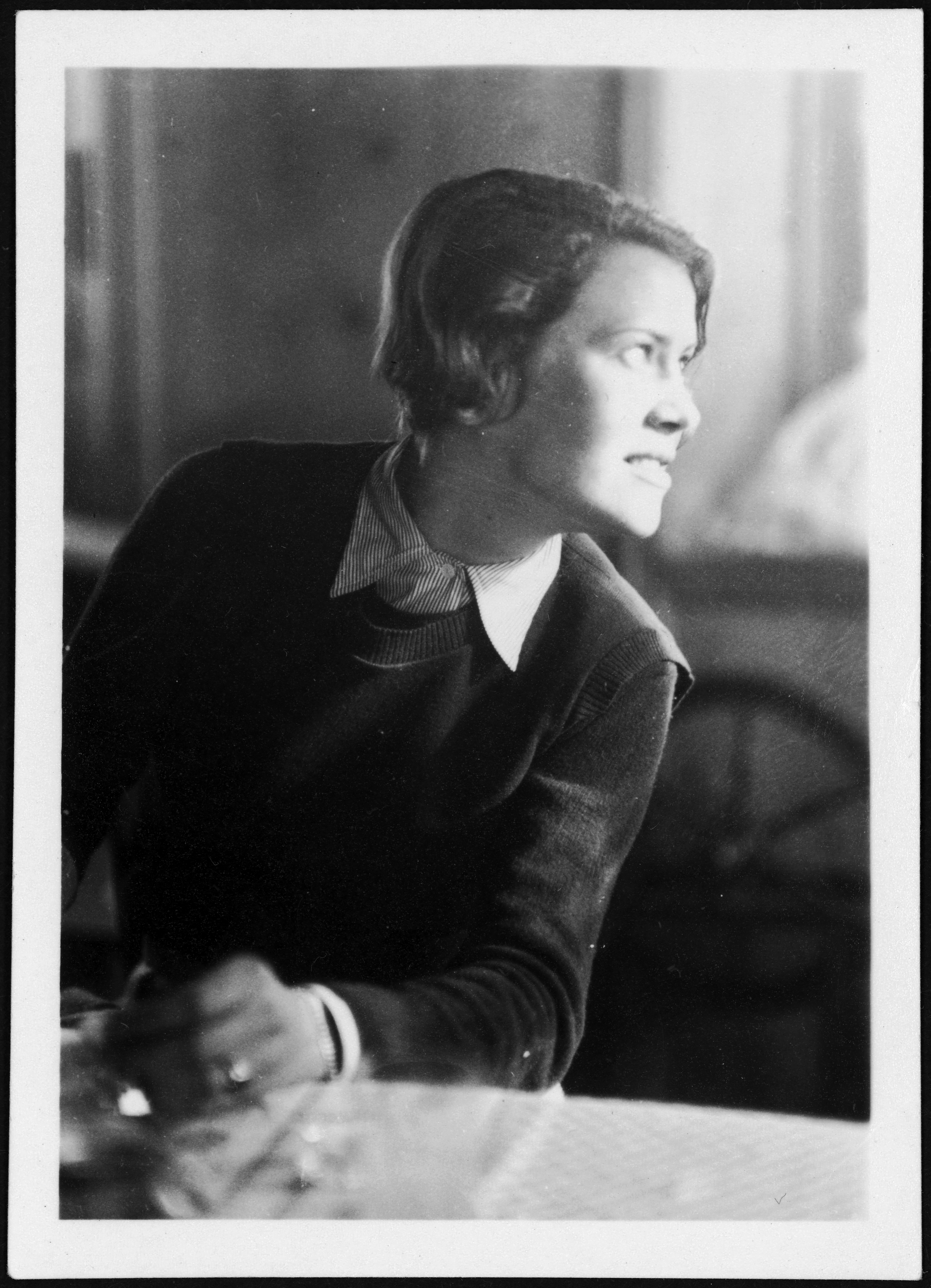
Margot Lindt fotografiert von Annemarie Schwarzenbach 1936, Engadin Schweiz

Marga Lindt, auch Margot Lindt, gebürtig Margarethe Constanze Tinchen Sauer, (* 1. November 1888 in Coburg; † 27. August 1969 in Obermaßfeld-Grimmenthal) war eine deutsche Schauspielerin.

## Leben
Im Rahmen einer Pantomimendarbietung stand die Künstlertochter bereits dreijährig auf der Bühne. Sie reiste mit ihren Eltern durch Europa und war 1912 Erste Pantomimin in verschiedenen deutschen und russischen Zirkusunternehmen.
Zum Film kam sie 1917 als Partnerin von Valy Arnheim, den sie später heiratete. In Filmen mit Arnheim, besonders um den Privatdetektiv Harry Hill erhielt sie regelmäßig die weibliche Hauptrolle. Nach dem Ende der Harry-Hill-Reihe zog sie sich in das Privatleben zurück und ließ sich später von Arnheim scheiden.

## Filmografie
- 1918: Sein Todfeind
- 1918: Keimendes Leben (2 Teile)
- 1918: Der gelbe Schein
- 1918: Im Hundert-Kilometer-Tempo
- 1918: Prozess Worth
- 1919: Aus tausend Metern Höhe
- 1919: Moral und Sinnlichkeit
- 1919: Der Kampf in den Lüften
- 1919: Lyas Flirt mit dem Heiligen
- 1919: Die Todesfahrt
- 1919: Mit 300 PS Vollgas
- 1919: Das Millionenmädel
- 1920: Geheimbund der Falken
- 1920: Das unbewohnte Haus
- 1920: Maske 74
- 1920: Mascotte
- 1920: Die Höllenmaschine
- 1921: Tom Mürger, der Bankräuber
- 1921: Die Schmuggler von San Diego
- 1921: Die Blitzzentrale
- 1921: Die Hochbahnkatastrophe
- 1921: Der Todesflieger
- 1922: Der Höllenreiter
- 1923: Quarantäne
- 1923: Harry Hill, der Herr der Welt
- 1925: Harry Hills Jagd auf den Tod (2 Teile)
- 1926: Die Piraten der Ostseebäder
- 1930: Glühende Berge – Flammendes Herz